# (300066) 2006 UM200
(300066) 2006 UM200 es un asteroide que forma parte del cinturón interior de asteroides, descubierto el 21 de octubre de 2006 por el equipo del Spacewatch desde el Observatorio Nacional de Kitt Peak, Arizona, Estados Unidos.

## Designación y nombre
Designado provisionalmente como 2006 UM200.

## Características orbitales
2006 UM200 está situado a una distancia media del Sol de 1,875 ua, pudiendo alejarse hasta 2,044 ua y acercarse hasta 1,706 ua. Su excentricidad es 0,090 y la inclinación orbital 20,32 grados. Emplea 938,289 días en completar una órbita alrededor del Sol.

## Características físicas
La magnitud absoluta de 2006 UM200 es 17,8.